# Hlaváček letní

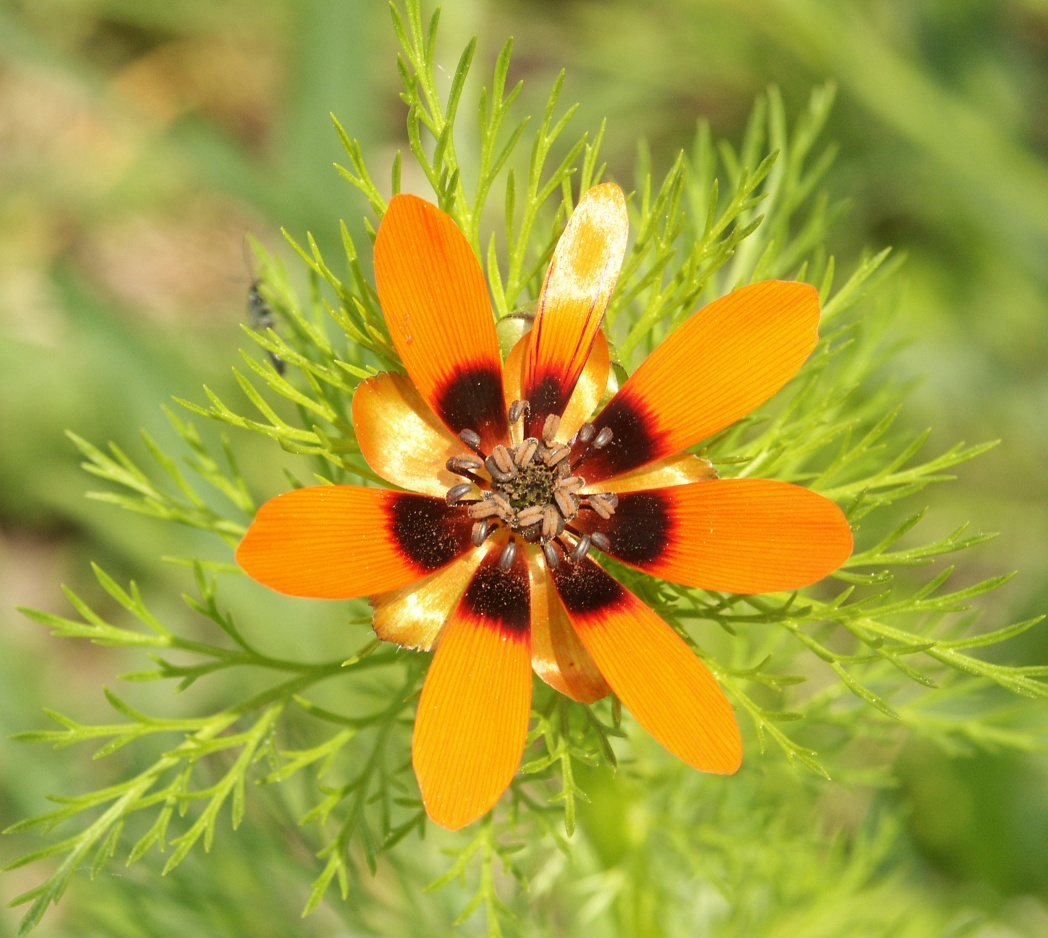
Hlaváček letní (Adonis aestivalis)

Hlaváček letní (Adonis aestivalis) je druh rostliny z čeledi pryskyřníkovitých. Někdy byl též nazýván jako ohníček letní nebo hlaváčkovec letní.

## Popis
Jedná se o jednoletou rostlinu dorůstající nejčastěji výšky 20–60 cm. Lodyha je přímá, jen v horní části chudě větvená, dole roztroušeně chlupatá, jinak lysá. Listy jsou střídavé, vícenásobně zpeřené, dolní jsou řapíkaté, horní listy jsou pak přisedlé. Čepele je rozčleněná ve velmi úzké úkrojky, cca 0,5–1 mm široké, prostřední úkrojek je často na špičce trojzubý. Květy jsou jednotlivé a mají asi 2–3,5. Kališních lístků je 5, jsou přitisklé ke koruně, široce vejčité a lysé. Korunních lístků bývá 5–6, řidčeji až 8, jsou cihlově červené (výjimečně citrónově žluté), na bázi často s tmavou skvrnou, jsou úzce vejčité, nejčastěji 10–15 mm dlouhé. Kvete v květnu až v červenci. Plodem je nažka, která je asi 4,5–6 mm dlouhá, s dolíčkatými prohlubeninami, bez tmavé skvrny na špičce, na vrcholu zakončená krátkým přímým zobánkem, cca 1 mm dlouhým. Nažky jsou uspořádány do souplodí. Počet chromozómů je 2n=32.

## Rozšíření
Hlaváček letní roste přirozeně v jižní až střední Evropě, přesahuje do severní Afriky, dále roste v Malé Asii, v Írán, na východ po západní Himálaj. Člověkem byl s obilím zavlečen i do Severní Ameriky. V České republice roste zvláště jako polní plevel hlavně v teplých oblastech od nížin po pahorkatiny. Dříve celkem běžně, dnes už jen roztroušeně, je řazen k ohroženým druhům flóry ČR, kategorie C3.

## Možnosti záměny
Podobným druhem je hlaváček plamenný (Adonis flammea), který však má na rozdíl od hlaváčku letního chlupaté kališní lístky a má také jiný odstín barvy korunních lístků, jsou spíš ohnivě červené, nikoliv cihlově červené. Hlaváček roční (Adonis annua) má širší korunní lístky, kališní lístky odstálé od korunních a kratší zobánek nažky (cca 0,5 mm).